# Władimir Katasonow
Władimir Nikołajewicz Katasonow (ros. Влади́мир Никола́евич Катасо́нов; ur. 15 maja 1947 w Związku Radzieckim) – rosyjski filozof i teolog, doktor nauk filozoficznych, profesor, uhonorowany w 1995 roku nagrodą Fundacji Templetona za wykłady z nauki i religii. W 1971 ukończył studia na wydziale Mechaniczno-Matematycznym Moskiewskiego Uniwersytetu Państwowego. We wrześniu 2012 roku obronił pierwszą w Rosji dysertację doktorską z teologii, gdzie wśród jego oficjalnych oponentów był prof. Giennadij Majorow.